# مقاطعة ديواندرة
مقاطعة ديواندرة (بالفارسية: شهرستان دیواندره) هي مقاطعة تقع في كردستان في إيران. يقدر عدد سكانها بـ 82,628 نسمة .